# Cô hầu gái
Cô hầu gái (tiếng Anh: The Housemaid) là phim điện ảnh kinh dị của Việt Nam phát hành năm 2016 do Derek Nguyen đạo diễn và viết kịch bản, được sản xuất bởi CJ Entertainment và HKFilm. Phim có sự tham gia của các diễn viên Nhung Kate, Jean-Michel Richaud, Kim Xuân, Kiến An, Lan Phương.

## Nội dung
Bộ phim bắt đầu với cô gái trẻ tên Linh được tuyển vào làm hầu gái trong một ngôi biệt thự ở đồn điền Sa Cát năm 1953. Đại úy Sebastien Laurent, chủ khu đồn điền, bất ngờ trở về với một vết thương nặng. Trong thời gian Linh chăm sóc cho vết thương của ông chủ, tình cảm đã nảy sinh giữa hai người. Thế nhưng, tình yêu của họ đã đánh thức những linh hồn oán hận trong đồn điền. Hồn ma đầy hận thù của phu nhân Camille, người vợ đã mất của Sebastien đã trở về, trừng phạt những người đang sống trong ngôi biệt thự.

## Diễn viên
- Nhung Kate trong vai Linh
- Jean Michel Richaud vai Sebastien Laurent
- Kim Xuân vai Bà Hàn
- Phi Phụng vai Ngô
- Kiến An vai Ông Châu
- Linh Sơn
- Thạch Kim Long
- Lan Phương
- Rosie Fellner vai Madeleine

## Sản xuất
Cô hầu gái được Derek Nguyễn lấy cảm hứng từ cuốn sách The Red Earth và chuyện đời của bà nội ông. Sau bốn lần thử vai, cuối cùng, Nhung Kate là người được chọn thể hiện nhân vật chính của phim.
Bộ phim được ghi hình trong 30 ngày tại Long Khánh, Bửu Long, Tiền Giang, Lộc Ninh, Đà Lạt và đóng máy đúng đêm Giáng sinh vào 24 tháng 12 năm 2015. Ca khúc chủ đề "Yêu thương tận cùng" do Tăng Nhật Tuệ sáng tác và được Miu Lê trình bày.

## Phát hành
Ngày 9 và 13 tháng 8 năm 2016, đoàn làm phim đã có buổi họp báo ra mắt cùng với trailer, poster chính thức của Cô hầu gái. Bộ phim sau đó được CGV Việt Nam phát hành chính thức từ ngày 16 tháng 9 năm 2016. Đây là bộ phim đầu tiên của Việt Nam sử dụng công nghệ 4DX. Sau ba ngày đầu công chiếu, Cô hầu gái đã đứng đầu doanh thu của tuần, xếp sau lần lượt là Nắng và Cơ trưởng Sully.

## Đón nhận
Theo trang Variety, sau 3 tháng ra rạp, Cô hầu gái có tổng doanh thu khoảng 1,56 triệu USD - tường đương 35,2 tỷ đồng.

### Đánh giá
Tạp chí Elle đánh giá "Derek Nguyễn vẫn chưa thể đưa đến một hình dung cụ thể, rõ ràng về phong cách làm phim của anh", yếu tố kinh dị của phim mờ nhạt hơn so với mong đợi. Yếu tố kinh dị "không đủ sợ và không khiến người ta ám ảnh sau khi rời rạp chiếu", Yếu tố lãng mạn trong phim giữa Linh và Sebastien khá hời hợt và không chân thật, "chưa cho người xem cảm nhận sâu sắc cái bi kịch" của cặp nhân vật chính. Diễn xuất của Nhung Kate chưa hoàn toàn thuyết phục và cô cũng bỏ lỡ đoạn cao trào ở cuối phim. 

### Giải thưởng
| Năm  | Giải thưởng                        | Hạng mục                            | Đề cử                               | Kết quả      | Nhận giải         | Chú thích |
| ---- | ---------------------------------- | ----------------------------------- | ----------------------------------- | ------------ | ----------------- | --------- |
| 2017 | Liên hoan phim Việt Nam lần thứ 20 | Phim điện ảnh                       | Phim xuất sắc                       | Bông sen Bạc | (bộ phim)         | [ 11 ]    |
| 2017 | Liên hoan phim Việt Nam lần thứ 20 | Phim điện ảnh                       | Âm nhạc xuất sắc                    | Đoạt giải    | Jerome Leroy      | [ 11 ]    |
| 2017 | Liên hoan phim Việt Nam lần thứ 20 | Phim điện ảnh                       | Thiết kế âm thanh xuất sắc          | Đoạt giải    | Franck Desmoulins | [ 11 ]    |
| 2017 | Liên hoan phim Los Angeles         | Giải đặc biệt của Ban Giám khảo     | Diễn xuất                           | Đoạt giải    | Nhung Kate        | [ 12 ]    |
| 2017 | Giải thưởng Ngôi Sao Xanh 2016     | Nữ diễn viên điện ảnh xuất sắc nhất | Nữ diễn viên điện ảnh xuất sắc nhất | Đề cử        | Nhung Kate        |           |
| 2017 | Giải thưởng Ngôi Sao Xanh 2016     | Giải sáng tạo xuất sắc              | Giải sáng tạo xuất sắc              | Đề cử        | Jerome Leroy      |           |

## Bản làm lại
Tháng 1 năm 2018, có thông tin đạo diễn Geoffrey S. Fletcher sẽ làm lại Cô hầu gái với bối cảnh miền nam Hoa Kỳ trong Thời kỳ Tái thiết. Trong phiên bản này Timothy Linh Bui tiếp tục đóng vai trò nhà sản xuất cùng với Don Handfield, hãng CJ Entertainment cũng đóng vai trò nhà phát triển.